# Hemayat

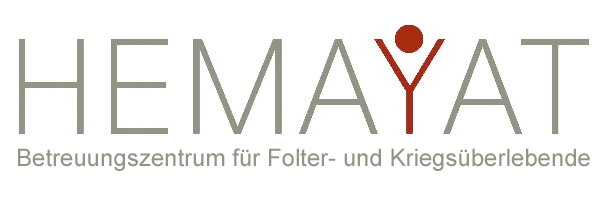
Logo des Vereins

Hemayat ist ein Betreuungszentrum für Folter- und Kriegsüberlebende in Wien. Das Wort "Hemayat" stammt aus dem persischen und arabischen Sprachraum und bedeutet Betreuung oder Schutz. Der gemeinnützige Verein Hemayat wurde 1995 in Wien als Zentrum für dolmetschgestützte traumatherapeutische Betreuung von Folter- und Kriegsüberlebenden gegründet. Ein breites Methodenspektrum – von Psychotherapie, psychiatrischer Versorgung und klinischer Psychologie über körper- und kunsttherapeutische Verfahren bis hin zu bewegungsorientierten, kreativen und sozialintegrativen Ansätzen – ermöglicht eine individuell abgestimmte Behandlung im Einzel- oder Gruppensetting. Einen wesentlichen Aspekt stellt neben psychologischer Betreuung auch die Dokumentation der Folter beispielsweise für Asylverfahren dar. Seit der Gründung wurde eigenen Angaben zufolge über 20.000 Kriegs- und Folteropfern geholfen.

## Auszeichnungen
- 2000: Solidaritätspreis der Erzdiözese Wien
- 2008: Humanitätspreis des Roten Kreuzes[3]
- 2009: Alexander-Friedmann-Preis des psychosozialen Zentrums ESRA
- 2010: Karl-Renner-Preis der Stadt Wien
- 2011: Bruno-Kreisky-Preis für Verdienste um die Menschenrechte
- 2013: Menschenrechtspreis der Liga für Menschenrechte
- 2020: MigAward